# 東丹沢
東丹沢（ひがしたんざわ）は、神奈川県北西部に広がる丹沢山地の東側地域の通称である。西側地域の西丹沢はニシタンの愛称で親しまれているが、東丹沢においてはそのような愛称は存在しない。

## 概要
丹沢山地の主稜線部にあたる塔ノ岳 - 丹沢山 - 蛭ヶ岳を中心として、東側を東丹沢、西側を西丹沢、南側を表丹沢（南丹沢）、北側を北丹沢（裏丹沢）と山地を4地域に分けて呼ぶ際の1地域である。
範囲については明確な定義はなく特に稜線部では地域が重複する場合が多いが、4地域に分ける際は、相模川水系の中津川流域（支流の早戸川流域を除く）、小鮎川流域、およびその周辺地域を東丹沢と呼ぶことが多い。早戸川流域は東丹沢地域とされる事もあるが、北丹沢地域として扱われることが多い。
下の図は4地域に分けた際の一例であるが、東丹沢と西丹沢の2地域に大きく分ける場合もあり、その場合は蛭ヶ岳 - 檜洞丸周辺が東西の境界となることが多い。

## 地理

### 主な山稜
- 中津山地（なかつさんち）

宮ヶ瀬湖の東側に位置する山塊。丹沢山地の前衛であり、経ヶ岳、仏果山（ぶっかさん）、高取山などの山が連なる。
- 大山北尾根（おおやまきたおね）

雨降山の別名を持つ大山から北側へ伸び、中津川沿いの札掛集落付近へ下る尾根。西沢ノ頭、ミズヒノ頭などの山が連なる。
- 表尾根（おもておね）

ヤビツ峠から北西へ二ノ塔、三ノ塔、烏尾山、新大日と連なり塔ノ岳へ至る尾根。丹沢登山のメインルートの一つであり、一年を通して多くの登山者が訪れる。この尾根より南側は表丹沢地域にあたる。
- よもぎ尾根（-おね）

表尾根の三ノ塔より北側へ伸び、札掛へ下る尾根。
- 長尾尾根（ながおおね）

表尾根の新大日から北東へ伸び、札掛へ下る尾根。長尾根と称されることもある。
- 丹沢主脈（たんざわしゅみゃく）

塔ノ岳より北へ丹沢山、不動ノ峰、蛭ヶ岳、姫次、焼山と連なり、道志川沿いの西野々へ下る稜線で、丹沢山地の脊梁部にあたる稜線である。単に主脈とも呼ばれる。この稜線より東側が東丹沢地域、稜線北部周辺が北丹沢地域にあたる。
- 天王寺尾根（てんのうじおね）

丹沢山から東へ伸びる尾根。丹沢山への最短登山路の一つとして知られている。
- 三峰尾根（みつみねおね）

丹沢山より北東へ瀬戸沢ノ頭、太礼ノ頭、円山木ノ頭、本間ノ頭と連なり、宮ヶ瀬湖畔に下る尾根。太礼ノ頭、円山木ノ頭、本間ノ頭の3山は丹沢三峰と呼ばれる。

### 主な川
- 中津川 （東丹沢地域一帯を流域とする相模川の支流の一つ。ヤビツ峠付近を水源とする。）
  - 藤熊川
    - 水沢 （三ノ塔北東を水源とする川。三ノ塔の別名、「水沢ノ頭」の由来。）
    - ミズヒ沢 （大山北尾根のミズヒノ頭を水源とする川。）

  - タライゴヤ沢
  - 布川
  - 本谷川 （天王寺尾根の南側を流れる川。川沿いに本谷林道が建設されている[2]。）
    - オバケ沢
    - キュウハ沢

  - 塩水川 （天王寺尾根の北側を流れる川。川沿いに塩水林道が建設されている[2]。）
  - 金山沢
  - 唐沢川 （大山、大山三峰山、鍋嵐などを水源とする川。川沿いに唐沢林道が建設されている[2]。）
    - 物見沢

  - ハタチガ沢
  - 川弟川 （辺室山を水源とし、土山峠の横を流れ、やまびこ大橋付近で中津川と合流していた川。現在は土山峠付近で宮ヶ瀬湖に流入する形となっており、中 - 下流は湖に水没している。）
    - 堤川 （辺室山を水源とする川。川弟川源流部の呼称。）
    - 仏果沢（ぼっかざわ。仏果山を水源とする川弟川の支流であるが、現在は宮ヶ瀬湖に流入している。）

  - 宮ヶ瀬湖
  - 早戸川 （丹沢山北面を水源とし、虹の大橋の南西で宮ヶ瀬湖に流入する川。宮ヶ瀬湖が誕生する前は、虹の大橋の東側で中津川と合流していた[3]。この川の流域は北丹沢地域とされることが多い。）
  - 松葉沢
  - 深沢
  - 滝沢 （中津山地の半原越付近から北流する沢。下流に塩川滝がある[2]。）
  - 栗沢
- 小鮎川 （東丹沢地域の東部を流域とする相模川の支流の一つ。小田急線本厚木駅付近で中津川と一緒に相模川と合流する。）
  - 柿ノ木平沢
  - 法論堂川（おろんどがわ。半原越付近から南流する川。）
  - 辺室沢
  - 谷太郎川 （大山三峰山や鐘ヶ嶽を水源とする川[2]。）
    - 大小屋ノ沢
    - 不動沢

  - 荻野川 （別名、子合川。中津山地の経ヶ岳を水源とし、厚木市北部を曲流して小鮎川と合流する。）
    - 岩倉沢
    - 真弓沢